# 케냐방송공사
케냐방송공사(영어: Kenya Broadcasting Corporation, 스와힐리어: Shirika La Utangazaji La Kenya)는 케냐의 방송국이며, 본사는 나이로비에 위치한다.